# Keteván Losaberidze
Keteván Losaberidze (en ruso: Кетеван Лосаберидзе, en georgiano: ქეთევან ლოსაბერიძე; Tkibuli, URSS, 1 de agosto de 1949-Tiflis, 23 de enero de 2022) fue una deportista soviética que compitió en tiro con arco, en la modalidad de arco recurvo.
Participó en dos Juegos Olímpicos de Verano, obteniendo una medalla de oro en Moscú 1980, en la prueba individual, y el cuarto lugar en Múnich 1972, en la misma prueba.
Ganó dos medallas de oro en el Campeonato Mundial de Tiro con Arco al Aire Libre, en los años 1973 y 1981, y cuatro medallas de oro en el Campeonato Europeo de Tiro con Arco al Aire Libre entre los años 1972 y 1980.

## Palmarés internacional
| Juegos Olímpicos                 | Juegos Olímpicos         | Juegos Olímpicos | Juegos Olímpicos |
| Año                              | Lugar                    | Medalla          | Prueba           |
| -------------------------------- | ------------------------ | ---------------- | ---------------- |
| 1980                             | Moscú (URSS)             | Medalla de oro   | Individual       |
| Campeonato Mundial al Aire Libre |                          |                  |                  |
| Año                              | Lugar                    | Medalla          | Prueba           |
| 1973                             | Grenoble (Francia)       | Medalla de oro   | Equipo           |
| 1981                             | Punta Ala (Italia)       | Medalla de oro   | Equipo           |
| Campeonato Europeo al Aire Libre |                          |                  |                  |
| Año                              | Lugar                    | Medalla          | Prueba           |
| 1972                             | Walferdange (Luxemburgo) | Medalla de oro   | Individual       |
| 1972                             | Walferdange (Luxemburgo) | Medalla de oro   | Equipo           |
| 1978                             | Stoneleigh (Reino Unido) | Medalla de oro   | Equipo           |
| 1980                             | Compiègne (Francia)      | Medalla de oro   | Equipo           |